# Suseł blady
Suseł blady (Spermophilus pallidicauda) – gryzoń z rodziny wiewiórkowatych, zamieszkujący endemicznie tereny Mongolii i chińskiego regionu autonomicznego Mongolia Wewnętrzna.